# 周长海
周长海（1923年—1993年），男，江苏无锡人，中国农药及农用化学制剂专家、化学教育家，曾任北京农业大学教授、博士生导师。